# 猶達·達陡
圣犹达（希臘語：Ιουδας）是耶稣的十二门徒之一，他亦被稱為聖达陡（希臘語：Θαδδαῖος）。因此他也被稱為犹大·达太（Jude Thaddaeus，或Judas Thaddaeus）或犹大·利貝烏（Jude Lebbeus、Judas Lebbeus）。有时，他被认作“耶稣的兄弟”犹大。应当注意的是，他不是出賣耶穌的加略人犹大。
亞美尼亞使徒教會將他與巴尔多禄茂，列為其主保聖人。在天主教中，他是衰败的事业和处于绝境的人的主保圣人。在俄羅斯正教会傳統中被稱為圣法德（Фаддей，он же Иуда Иаковлев или Леввей, in Russian, along with Saint Jude）。
圣犹达的象征是棍棒。在圣像中，他的头顶常围绕着火焰。犹达的另一个象征是他握着曼德蘭基督聖像。有些场合中，犹达会拿着一支卷轴、书本，表明他是公函犹大书的作者。还有就是拿着木匠的尺。

## 身份推测
《新约》中關於猶大的記載很少，只知他又稱為雅各的兒子（或者是兄弟）猶大（不是出賣耶稣的猶大）。《馬可福音》（天主教：《馬爾谷福音》）稱他為猶達（希臘語：Θαδδαῖος）。在某些拉丁文抄本中，他被稱為热诚者猶大。
《路加福音》與《使徒行傳》（天主教：《宗徒大事錄》）稱他為，雅各的猶大（英語：Jude of James）。某些新教圣经版本在翻譯時，這句話可以被翻為「雅各的兒子猶大」（如新国际版圣经）、或「雅各的兄弟猶大」（如詹姆士王譯本）。在《猶大書》中，他自稱為雅各的兄弟猶大。如果此處的雅各是指耶穌的兄弟，公義者雅各，那麼使徒猶大可能就是耶穌的兄弟猶大。

## 福音书中
約翰福音14:21-24曾经记载有关犹大对于遵守主的命令所发出的问题，是他问耶穌说：“主啊，為什麼要向我們顯現，不向世人顯現呢？”，而耶穌回答说，“有了我的命令又遵守的，這人就是愛我的；愛我的必蒙我父愛他，我也要愛他，並且要向他顯現。”

## 教会传统

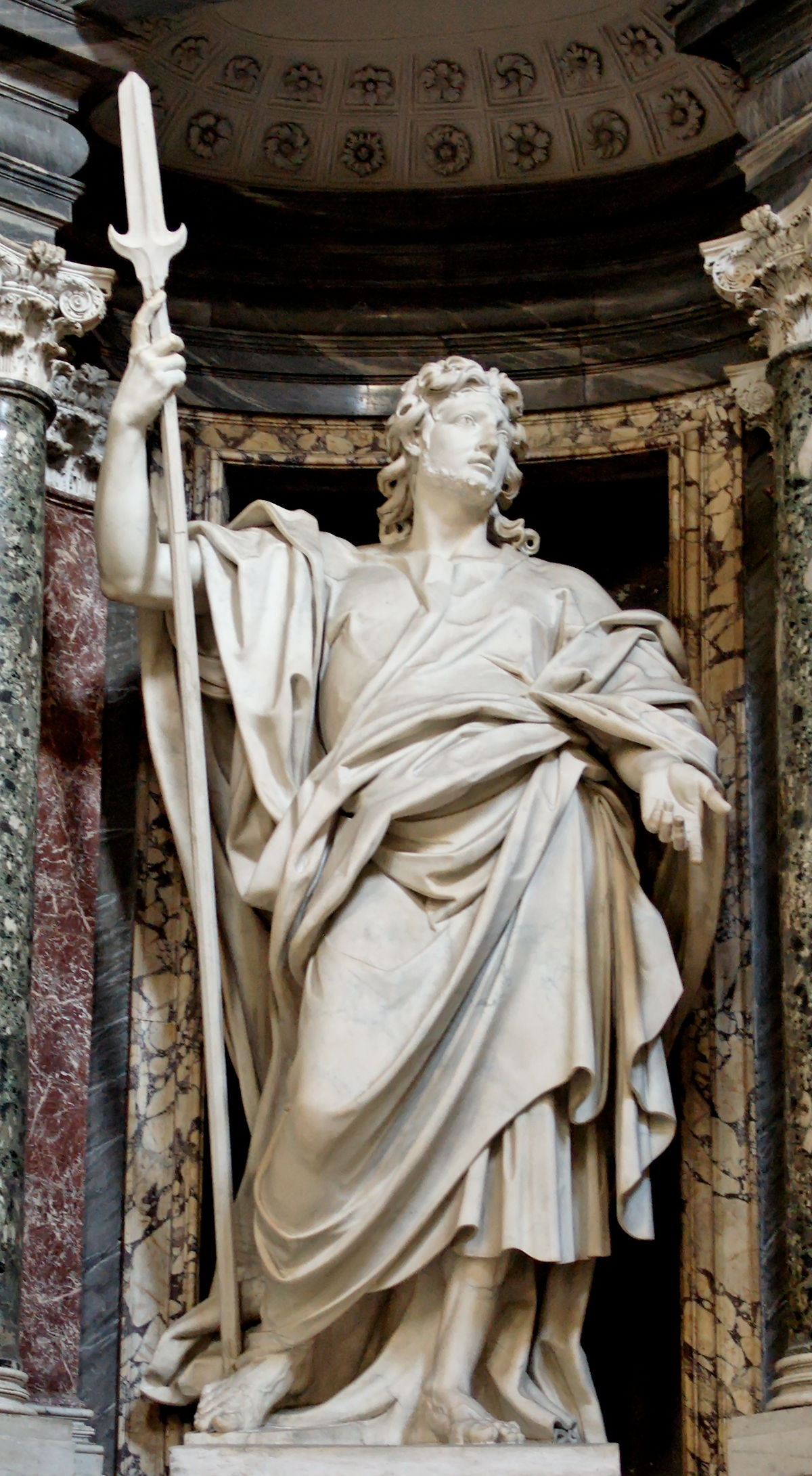
位于拉特朗圣若望大殿，圣犹达的雕塑。由洛伦佐·奥托尼所作。

教会传统上叙述犹达往犹太、撒马利亚、以东、叙利亚、美索不达米亚、利比亚传教。据说他还也去了贝鲁特和埃德薩。
犹达能说希腊语和亞蘭語，就像这个地区其他同代的人一样，是一位农民。根据传说，犹达是革罗罢与玛利亚之子。传统上认为，犹达的父亲革羅罷因为他直率地为复活的基督作证而殉道。
尽管圣启蒙者额我略被认作是促使亚美尼亚皈依基督教的人，犹达与巴尔多禄茂在传统上被视为是最早将基督教传入亚美尼亚的人物，因此被亚美尼亚使徒教会奉为亚美尼亚的主保圣人。人们建立了圣达徒修道院（现位于伊朗北部）与圣巴尔多禄茂修道院（现位于土耳其东南部）纪念他们。

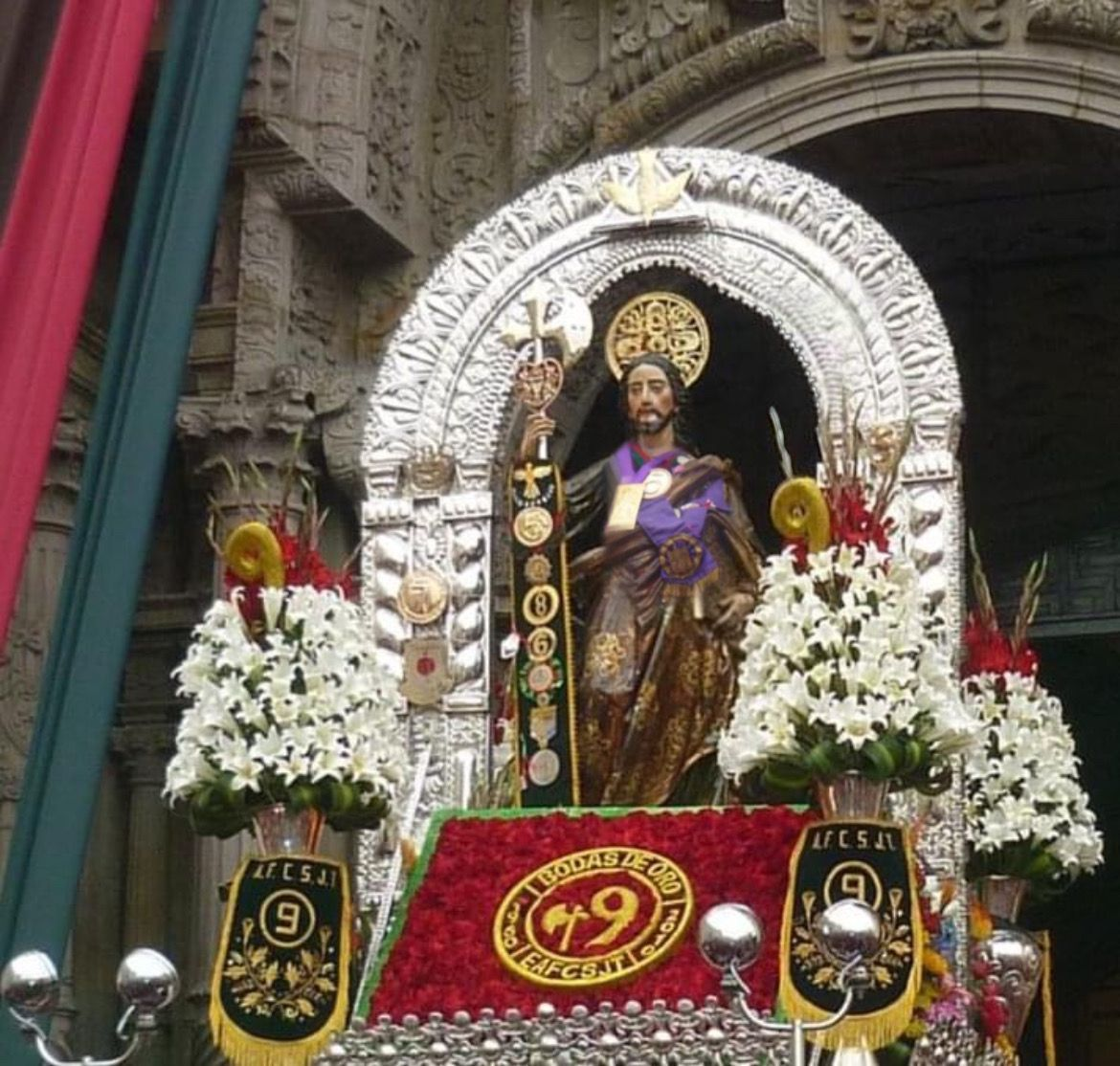
秘魯利馬

## 殉道

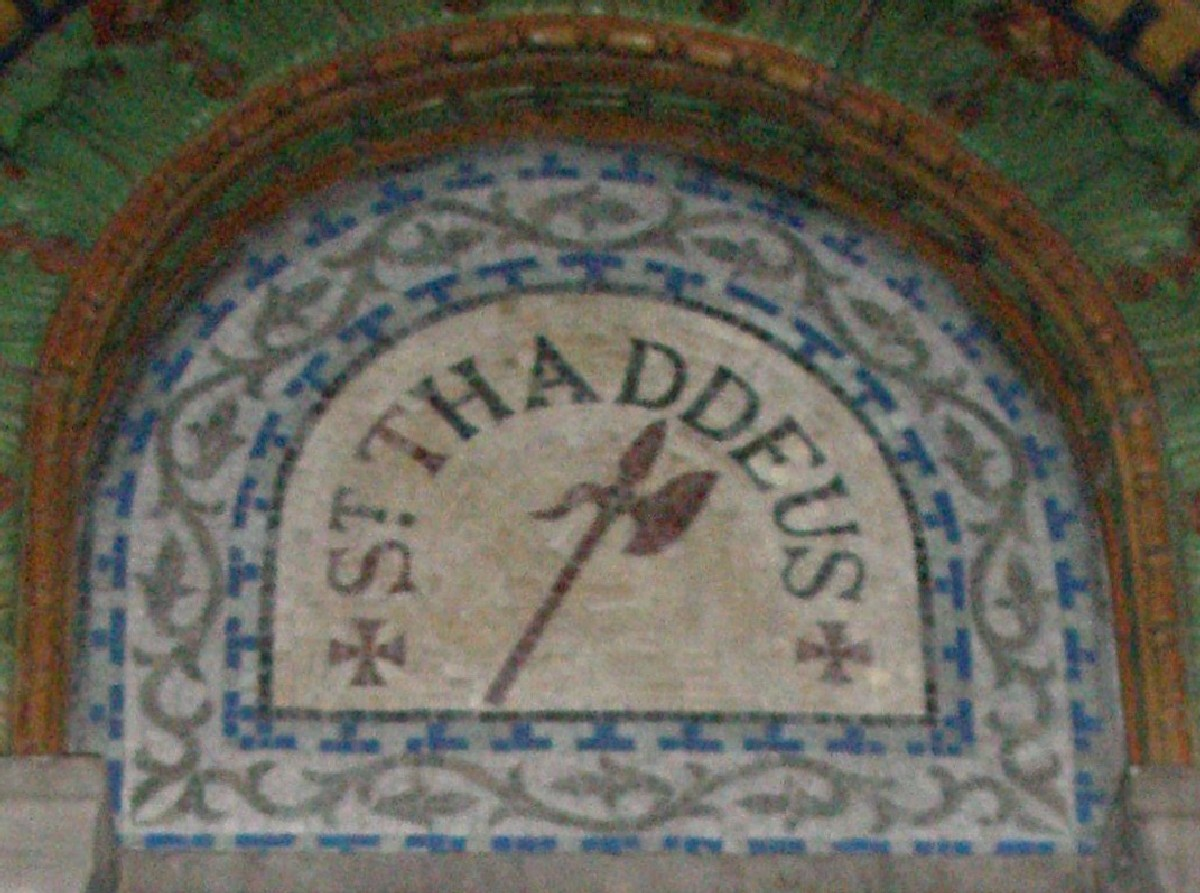
犹达殉道的象征

根据教会传统，圣犹达于公元65年，与奮銳黨的西門一起在罗马帝国叙利亚行省的贝鲁特殉道。犹达被利斧击毙，这也是在艺术形象中他常持利斧的原因。这一事件被记录于巴比伦的俄巴底亚与他的学生特羅帕埃烏斯·阿非利卡努斯的作品《黃金傳說》中。
犹达死后，他的圣髑被从贝鲁特迁往罗马的圣伯多禄大殿的地下室内，与奮銳黨的西門的圣髑一起安葬。另一说是犹达的圣髑被保存在吉尔吉斯斯坦境内的伊塞克湖上的一座小岛的修道院内，一直到15世纪，之后被移往帕米尔高原的一个荒废的堡垒中。

## 作品
基督教传统认为使徒猶大写作了新约《犹大书》，而当代多数学者否认该看法。据称，犹大写此信的动机是因为他听到这些信徒已处于在假信徒和异端邪说的威胁下，所以写下此信，为保卫信徒的信仰，指明这些假信徒及其害人的异端邪说。
本书文笔简单，但生动有力，近似旧约中的先知文体。他喜用比喻，富于想象。作者为了容易表明真理，连犹太民间所流行的载于次经《摩西升天记》以及《以诺书》上的事迹言论也加以引用，正如保罗也引用过旧约作者所写的经节一样。
本书的写作时间大约在公元90年至110年间，写作地点未知，可能是罗马。